# هيدي هانلون
هيدي هانلون هي لاعبة كرلنغ كندية، ولدت في 1958.